# 八百里駮
八百里駮是中国文化中对牛的代称，在诗歌中常见，出自《世说新语·汰侈》，“王君夫(愷)有牛，名‘八百里駁’，常瑩其蹄角。”。辛弃疾词《破阵子·为陈同甫赋壮词以寄之》，“八百里分麾下炙，五十弦翻塞外声，沙场秋点兵”，意为分发烧烤的牛肉给部下享用。